# Distretto di Tefenni
Il distretto di Tefenni (in turco Tefenni ilçesi) è uno dei distretti della provincia di Burdur, in Turchia.